# Emma Jean Hawes
Emma Jean Hawes, (ur.  1912 – Kentucky, zm.  1987 – Fort Worth),  amerykańska brydżystka.

## Wyniki brydżowe

### Olimpiady
Na olimpiadach uzyskała następujące rezultaty:
| Olimpiady brydżowe. Zawody teamów | Olimpiady brydżowe. Zawody teamów | Olimpiady brydżowe. Zawody teamów | Olimpiady brydżowe. Zawody teamów | Olimpiady brydżowe. Zawody teamów | Olimpiady brydżowe. Zawody teamów |
| Rok                               | Miejsce                           | Zawody                            | Kategoria                         | Drużyna                           | Pozycja                           |
| --------------------------------- | --------------------------------- | --------------------------------- | --------------------------------- | --------------------------------- | --------------------------------- |
| 1980                              | Valkenburg                        | 6. Olimpiada Teamów               | Kobiety                           | USA                               | 1                                 |
| 1976                              | Monte Carlo                       | 5. Olimpiada Teamów               | Kobiety                           | USA                               | 3                                 |
| 1972                              | Miami Beach                       | 4. Olimpiada Brydżowa             | Kobiety                           | USA                               | 3                                 |
| 1968                              | Deauville                         | 3. Olimpiada Teamów               | Kobiety                           | USA                               | 3                                 |

### Zawody światowe
W światowych zawodach zdobyła następujące lokaty:
| Mistrzostwa Świata. Konkurencja teamów | Mistrzostwa Świata. Konkurencja teamów | Mistrzostwa Świata. Konkurencja teamów | Mistrzostwa Świata. Konkurencja teamów | Mistrzostwa Świata. Konkurencja teamów | Mistrzostwa Świata. Konkurencja teamów |
| Rok                                    | Miejsce                                | Zawody                                 | Kategoria                              | Drużyna                                | Pozycja                                |
| -------------------------------------- | -------------------------------------- | -------------------------------------- | -------------------------------------- | -------------------------------------- | -------------------------------------- |
| 1978                                   | Nowy Orlean                            | 5. Mistrzostwa Świata                  | Kobiety                                | USA                                    | 1                                      |
| 1976                                   | Monte Carlo                            | 22. Mistrzostwa Świata Teamów          | Kobiety                                | USA                                    | 1                                      |
| 1974                                   | Wenecja                                | 20. Mistrzostwa Świata Teamów          | Kobiety                                | USA                                    | 1                                      |

| Mistrzostwa Świata. Konkurencja par | Mistrzostwa Świata. Konkurencja par | Mistrzostwa Świata. Konkurencja par | Mistrzostwa Świata. Konkurencja par | Mistrzostwa Świata. Konkurencja par | Mistrzostwa Świata. Konkurencja par |
| Rok                                 | Miejsce                             | Zawody                              | Kategoria                           | Partner                             | Pozycja                             |
| ----------------------------------- | ----------------------------------- | ----------------------------------- | ----------------------------------- | ----------------------------------- | ----------------------------------- |
| 1978                                | Nowy Orlean                         | 5. Mistrzostwa Świata               | Kobiety                             | Dorothy Hayden                      | 12                                  |
| 1974                                | Las Palmas                          | 4. Mistrzostwa Świata               | Kobiety                             | Dorothy Hayden                      | 3                                   |

## Klasyfikacja
- Emma Jean Hawes – klasyfikacja WBF (ang.)